# هیپوتونی
به کاهش تنوس ماهیچه اسکلتی، هیپوتونی (به انگلیسی: Hypotonia) گفته می‌شود که باعث اختلال در عملکرد طبیعی ماهیچه‌های بدن می‌گردد. نتیجه هیپوتونی، ضعف و آتروفی ماهیچه‌ای  است. این حالت می‌تواند همراه با ضایعه نورون حرکتی تحتانی و گاهی به دنبال ضایعه نورون حرکتی فوقانی ایجاد گردد. بعضی از موارد هیپوتونی به علت فلج مغزی ایجاد می‌شود، اگرچه بیماران دیگر فلج مغزی ممکن است به دلیل افزایش تنوس ماهیچه‌ای (هیپرتونی)، دچار اسپاستیسیتی یا رژیدیتی گردند.

## علل
هیپوتونی می‌تواند در ارتباط با موارد ذیل باشد:
- بیماری ماهیچه‌ای که میوپاتی می‌نامند، همانند دیستروفی عضلانی
- فلج مغزی که عوامل مختلفی در ایجاد آن نقش دارند که عبارتنداز:
  - علل قبل از زایمان
  - عوامل حین تولد
  - علل پس از زایمان
- آسیب‌های مخچه
- ضایعه اعصاب محیطی که نوروپاتی یا نوروپاتی محیطی می‌گویند (مثلاً نوروپاتی محیطی متابولیک و نوروپاتی بدون علت که در مورد اولی می‌توان به کم کاری تیرویید و در مورد دوم می‌توان به سندرم گیلن باره اشاره کرد).
- ضایعه نورون حرکتی تحتانی مثلاً در ناحیه شاخ پیشین نخاع که مورد فلج اطفال را می‌توان ذکر کرد.
- گاهی به علت ضایعه نورون حرکتی فوقانی
- بیماری‌های تماس عصبی ماهیچه‌ای مانند میاستنی گراویس
- اولین علامت سندرم داون (منبع ژنتیک امری)